# Цемне (Мазовецьке воєводство)
+ Otheruses
Цемне (пол. Ciemne) — село в Польщі, у гміні Радзимін Воломінського повіту Мазовецького воєводства.
Населення — 921 особа (2011).
У 1975-1998 роках село належало до Варшавського воєводства.

## Демографія
Демографічна структура станом на 31 березня 2011 року:
|          | Загалом | Допрацездатний вік | Працездатний вік | Постпрацездатний вік |
| -------- | ------- | ------------------ | ---------------- | -------------------- |
| Чоловіки | 443     | 119                | 285              | 39                   |
| Жінки    | 478     | 100                | 298              | 80                   |
| Разом    | 921     | 219                | 583              | 119                  |